# Европско првенство у атлетици на отвореном 1962 — 200 метара за мушкарце
Такмичење у трчању на 200 метара у мушкој конкуренцији на 7. Европском првенству у атлетици 1962. одржано је 14., 15. и 16. септембра у Београду на стадиону ЈНА.
Титулу освојену у Стокхолму 1958, бранио је Манфред Гермар из Немачке,

## Земље учеснице
Учествовало је 26 такмичара из 15 земаља. 
1. Аустрија (1)
2. Југославија (1)
3. Италија (2)
4. Мађарска (2)
5. Немачка (3)
6. Норвешка (1)
7. Пољска (3)
8. Румунија (1)
9. СССР (2)
10. Турска (1)
11. Уједињено Краљевство (3)
12. Француска (2)
13. Чехословачка (2)
14. Швајцарска (1)
15. Шведска (1)

## Рекорди
| Рекорди пре почетка Европског првенства 1962.     | Рекорди пре почетка Европског првенства 1962. | Рекорди пре почетка Европског првенства 1962. | Рекорди пре почетка Европског првенства 1962. | Рекорди пре почетка Европског првенства 1962. | Рекорди пре почетка Европског првенства 1962. |
| ------------------------------------------------- | --------------------------------------------- | --------------------------------------------- | --------------------------------------------- | --------------------------------------------- | --------------------------------------------- |
| Светски рекорд                                    | Питер Радфорд                                 | Велика Британија                              | 20,5ј                                         | Вулверхемптон, Уједињено Краљевство           | 28. мај 1960.                                 |
| Светски рекорд                                    | Стоун Џонсон                                  | Сједињене Државе                              | 20,5                                          | Станфирд, САД                                 | 2. јул 1960.                                  |
| Светски рекорд                                    | Реј Нортон                                    | Сједињене Државе                              | 20,5                                          | Станфирд, САД                                 | 2. јул 1960.                                  |
| Светски рекорд                                    | Ливио Берути                                  | Италија                                       | 20,5                                          | Рим, Италија                                  | 3. септембар 1960.                            |
| Светски рекорд                                    | Ливио Берути                                  | Италија                                       | 20,5                                          | Рим, Италија                                  | 3. септембар 1960.                            |
| Светски рекорд                                    | Пол Дрејтон                                   | Сједињене Државе                              | 20,5ј                                         | Волнат, САД                                   | 23. јун 1962.                                 |
| Европски рекорд                                   | Питер Радфорд                                 | Велика Британија                              | 20,5ј                                         | Вулверхемптон, Уједињено Краљевство           | 28. мај 1960.                                 |
| Европски рекорд                                   | Ливио Берути                                  | Италија                                       | 20,5                                          | Рим, Италија                                  | 3. септембар 1960.                            |
| Европски рекорд                                   | Ливио Берути                                  | Италија                                       | 20,5                                          | Рим, Италија                                  | 3. септембар 1960.                            |
| Рекорди европских првенстава                      | Heinz Fütterer                                | Немачка                                       | 20,9                                          | Берн, Швајцарска                              | 29. август 1954.                              |
| Рекорди после завршетка Европског првенства 1962. |                                               |                                               |                                               |                                               |                                               |
| Рекорди европских првенстава                      | Ове Јонсон                                    | Шведска                                       | 20,8                                          | Београд, Југославија                          | 14. септембар 1962.                           |
| Рекорди европских првенстава                      | Ове Јонсон                                    | Шведска                                       | 20,7                                          | Београд, Југославија                          | 16. септембар 1962.                           |

## Освајачи медаља
|                    |                    |                       |
| Ове Јонсон Шведска | Мариан Фоик Пољска | Серђо Отолина Италија |

## Сатница
| Датум         | Време | Коло          |
| ------------- | ----- | ------------- |
| 14. септембар | 16:50 | Квалификације |
| 15. септембар | 16:20 | Полуфинале    |
| 16. септембар | 17:00 | Финале        |

## Резултати

### Квалификације
У квалификацијама такмичари су били подељени у шест група. За полуфинале су се квалификовали по 3 првопласирана из свих шест група (КВ).
Ветар: 1. гр. 1,9 м/с, 2. гр. 3,1 м/с, 3. гр. 5,8 м/с, 4. гр. 1,1 м/с, 5. гр. 0,9 м/с, 6. гр. 2,3 м/с
| Пласман | Група | Атлетичар           | Земља                | Резултат | Белешке |
| ------- | ----- | ------------------- | -------------------- | -------- | ------- |
| 1.      | 4     | Ове Јонсон          | Шведска              | 20,8     | КВ, РЕП |
| 2.      | 3     | Мариан Фоик         | Пољска               | 20,9     | КВ      |
| 3.      | 3     | Дејвид Џонс         | Уједињено Краљевство | 20,9     | КВ      |
| 4.      | 4     | Jocelyn Delecour    | Француска            | 20,9     | КВ      |
| 5.      | 2     | Серђо Отолина       | Италија              | 21,0     | КВ      |
| 6.      | 5     | Heinz Schumann      | Немачка              | 21,0     | КВ      |
| 7.      | 1     | Paul Genève         | Француска            | 21,1     | КВ      |
| 8.      | 5     | Csaba Csutorás      | Мађарска             | 21,1     | КВ      |
| 9.      | 6     | Анджеј Зјелињски    | Пољска               | 21,2     | КВ      |
| 10.     | 1     | Питер Радфорд       | Уједињено Краљевство | 21,3     | КВ      |
| 11.     | 3     | Клаус Улонска       | Немачка              | 21,3     | КВ      |
| 12.     | 6     | Вилем Мандлик       | Чехословачка         | 21,3     | КВ      |
| 13.     | 6     | László Mihályfi     | Мађарска             | 21,3     | КВ      |
| 14.     | 1     | Едвин Озолин        | Совјетски Савез      | 21,4     | КВ      |
| 15.     | 2     | Michael Hildrey     | Уједињено Краљевство | 21,4     | КВ      |
| 16.     | 6     | Carl Fredrik Bunæs  | Норвешка             | 21,4     |         |
| 17.     | 1     | Andrzej Karcz       | Пољска               | 21,5     |         |
| 18.     | 2     | Манфред Гермар      | Немачка              | 21,6     | КВ      |
| 19.     | 5     | Армандо Сарди       | Италија              | 21,6     | КВ      |
| 20.     | 2     | Jean-Louis Descloux | Швајцарска           | 21,7     |         |
| 21.     | 5     | Josef Trousil       | Чехословачка         | 21,7     |         |
| 22.     | 6     | Heinz-Georg Kamler  | Аустрија             | 21,7     |         |
| 23.     | 3     | Армин Тујаков       | Совјетски Савез      | 21,8     |         |
| 24.     | 4     | Valeriu Jurcă       | Румунија             | 21,8     | КВ      |
| 25.     | 4     | Јосип Шарић         | Југославија          | 22,1     |         |
| 26.     | 6     | Ferruh Oygur        | Турска               | 22,1     |         |

### Полуфинале
У полуфиналу такмичари су биле подељене у три групе. За финале су се квалификовала прва два из сваке групе (КВ).
Ветар 1. пф. 3,1 м/с, 2. пф. 3,1 м/с, 3. пф. -2,8 м/с
| Пласман | Група | Атлетичар        | Земља                | Резултат | Белешке |
| ------- | ----- | ---------------- | -------------------- | -------- | ------- |
| 1.      | 1     | Ове Јонсон       | Шведска              | 21,0     | КВ      |
| 2.      | 3     | Серђо Отолина    | Италија              | 21,0     | КВ      |
| 3.      | 3     | Jocelyn Delecour | Француска            | 21,0     | КВ      |
| 4.      | 2     | Мариан Фоик      | Пољска               | 21,1     | КВ      |
| 5.      | 1     | Heinz Schumann   | Немачка              | 21,2     | КВ      |
| 6.      | 3     | Манфред Гермар   | Немачка              | 21,3     |         |
| 7.      | 2     | Дејвид Џонс      | Уједињено Краљевство | 21,4     | КВ      |
| 8.      | 1     | Вилем Мандлик    | Чехословачка         | 21,5     |         |
| 9.      | 2     | Клаус Улонска    | Немачка              | 21,5     |         |
| 10.     | 2     | Csaba Csutorás   | Мађарска             | 21,5     |         |
| 11.     | 3     | Анджеј Зјелињски | Пољска               | 21,5     |         |
| 12.     | 3     | Едвин Озолин     | Совјетски Савез      | 21,5     |         |
| 13.     | 3     | Питер Радфорд    | Уједињено Краљевство | 21,6     |         |
| 14.     | 1     | Paul Genève      | Француска            | 21,7     |         |
| 15.     | 1     | Michael Hildrey  | Уједињено Краљевство | 21,8     |         |
| 16.     | 2     | Армандо Сарди    | Италија              | 21,9     |         |
| 17.     | 1     | Valeriu Jurcă    | Румунија             | 22,1     |         |
|         | 2     | László Mihályfi  | Мађарска             | НЗ       |         |

### Финале
Ветар: 0,0 м/с
| Пласман | Атлетичар        | Земља                | Резултат | Белешке |
| ------- | ---------------- | -------------------- | -------- | ------- |
|         | Ове Јонсон       | Шведска              | 20,7     | РЕП     |
|         | Мариан Фоик      | Пољска               | 20,8     |         |
|         | Серђо Отолина    | Италија              | 20,8     |         |
| 4.      | Jocelyn Delecour | Француска            | 21,0     |         |
| 5.      | Дејвид Џонс      | Уједињено Краљевство | 21,0     |         |
| 6.      | Heinz Schumann   | Немачка              | 21,2     |         |